# Tafarrón
La fiesta del Tafarrón es una mascarada de invierno o antruejo (término más utilizado en Galicia) que se celebra en la localidad zamorana de Pozuelo de Tábara principalmente los días 25,26 y 27 de diciembre.

## Antecedentes
Es difícil conocer con seguridad el nacimiento de todos los ritos que acompañan el festejo ya que contiene actuaciones que nacen con los pueblos prerromanos y enlazan con vestimenta propia de comienzos del siglo pasado. Este problema es común con las mascaradas de la zona Zamora-Galicia-Tras Os Montes que son de la misma familia étnico-cultural ya que hay “Elementos comunes a todas ellas que son: la presencia de enmascarados, bien demoniacos, bien animalescos; el empleo de los cencerros como elemento sonoro; el uso de instrumentos amenazantes y para golpear (tenazas articuladas, tridentes, vejigas hinchadas, bolas,…); petición de aguinaldo; gritos, carreras y saltos; la acción se desarrolla por las calles del pueblo; implicación de toda la comunidad en los actos; participación casi exclusiva de los mozos solteros en la organización, dinamización y papeles relevantes de la representación festiva; gran abundancia de elementos simbólicos y mágicos; mezcla de lo cristiano y de lo pagano.”

Dentro de este tipo de mascaradas el Tafarrón de Pozuelo se enmarca en la evolución del personaje prerromano enmascarado que ayudaba al pueblo y promueve la fertilidad para el próximo curso agrario, que luego sería adaptaba en época romana a sus fiestas Saturnales, Lupercales y Kalendas y posteriormente se cristianizaron en la Edad Media y tuvo influjo de los llamados “zaharrones”, personajes que además de sorprender a su público con simios amaestrados y animales terribles o desconocidos, divierten a la concurrencia con sus propios disfraces demoníaco-grotescos, y con gestos y ademanes obscenos (son citados en el libro de Alexandre "destos auia hy muchos que fazien muchos sones otros que meneuan symios e xafarrones") pero que tienden a desparecer por las prohibiciones eclesiásticas de celebrar actuaciones ("Queda establecido que en las vigilias de los santos no se harán en las iglesias ni danzas de saltimbanquis, ni gestos obscenos, ni bailes, ni se recitarán poesías de amor o canciones amorosas." concilio Avernionense de 1209) y con estos mimbres y otros muchos más perdidos para siempre se forma esta ancestral mascarada.

## Personajes
El Tafarron es una de las mascaradas de invierno con más personajes ellos son:
- Entrantes:: son cuatro y son los que al año siguiente se responsabilizaran de la fiesta como mayordomos, son los elegidos para salir la noche del 25 al 26 de diciembre con una atado de cencerras para hacerlas sonar por el pueblo protegiéndolas con unas cachas, también sacaran a San Esteban el día 26 en la procesión; y luego deberán subastar un bollo maimón y el ramo de San Esteban (hecho de naranjas y manzanas). Por último deben convidara al pueblo a chocolate el mismo día de San Esteban (26 de diciembre).
- Mayordomos: son también cuatro y están en su segundo año de fiesta (tras ser entrantes) van vestidos de traje con capa y sombrero; son los responsables de organizar la fiesta y convidan a la “función” local destinado para que los jóvenes e invitados cenen el día 25, coman y cenen el 26 y coman el 27. Este año se celebrara las suertes para fijar lo que serán al año siguiente.
- Alcaldes: son dos y durante estos días son las autoridades del pueblo vestidos con traje, capa y sombrero dirigirán las votaciones y el sorteo.
- Madama: vestida con casaca muy vistosa y sombrero a juego lleva una muñeca en la espalda llena de alfileres para que no se la quite y golpea a los vecinos del pueblo con unas castañuelas para pedir el aguinaldo y perseguir a los mozos en las carreras.
- Tafarrón: vestido con un traje de pajas, cinto de cencerras en la cintura, cinta al pelo (este será el único distintivo que lleve al entrar en la iglesia) y careta rojinegra con orejas de liebre y barba. Es el encargado junto a la Madama de pedir el aguinaldo con una pelota (hecha con un poco de sal y dando vueltas de lana hasta que no le entren los dedos en la misma) atada a un palo y un cazo que por el otro extremo acaba en dos ganchos (antiguamente se dejaban las viandas en él como forma de aguinaldo) que utilizan para castigar a los que no cumplen.

## Celebración
Aunque ya hemos comentado que los festejos mayores se celebran a partir del día 25 de diciembre mucho antes ya hay festejos para comenzar las fiestas. Los princiapales días y actos celebrados, son:
- El día 8 de diciembre el Tafarron y la Madama que serán ese año convidan a chocolate al pueblo.
- El día 22 de diciembre los que serán Mayordomos van a arrancar una encina (hoy en día no se arranca solo se recoge leña) acompañados de gente del pueblo para tener leña que servirá para hacer la comida en esos días.
- El día 25 de diciembre comienza la fiesta; al anochecer, con una misa que se llama “vigilias”, cantada en latín y que al acabarla se hará una procesión encabezada por los alcaldes y mayordomos con el Tafarron y la Madama corriendo adelante y atrás por delante de la procesión con los papeles invertidos (el que será Tafarron de Madama y al revés). Al llegar a casa del Alcalde (el real del pueblo) se gritan vivas al pueblo y a los personajes de la mascarada así como a la fiesta misma.
- El día 26 al despuntar el día los alcaldes primero y después el tafarron y la madama (si se encuentran en la misma casa los segundos pueden castigar a los alcaldes a golpes) dan los días en todas las casas del pueblo con la ceremonial frase de “buenos días tenga en nombre del Hijo de Dios y de quienes Vds deseen”; si algún miembro de la familia que se visita aún no se han levantado se encargan los personajes de levantarlas con algún golpe.

La misa del día 26 comienza con una procesión que se inicia con la ceremonial “venia” a San Esteban donde el Tafarron (con la careta puesta) y la Madama saltan moviendo y haciendo sonar su indumentaria hasta acabar en una genuflexión delante del santo; al final de la misa todos los varones ofrecen al Tafarron lo que se le ocurre (desde dinero hasta todo tipo de porquería como desafió para las posteriores carreras) y luego la Madama termina ofreciendo un niño como garantía de continuidad de la fiesta en el pueblo.
Después de la misa del día 26 y hasta el final de la fiesta el Tafarron y la Madama realizan carreras para perseguir a las gentes del pueblo (aunque al principio solo era a varones hoy en día se corre tras todos) y exigirles el aguinaldo y en caso de negársele o tardar en ello se le golpea con la pelota o las castañuelas según el caso.
Las “votaciones” es una actuación en el que los varones del pueblo forman dos filas encabezadas cada una de ellas por un alcalde y dos mayordomos seguidos por los mozos del pueblo y la finalizan dos entrantes; deben formar dos filas correctamente e ir dando votos por cada participante en la fiesta (los alcaldes) claro esta que los mozos se mueven de las filas y no cumplen las indicaciones y los tafarrones deben poner orden a golpes. El acto termina cuando los alcaldes gritan “voto al tafarron” que es cuando estos pueden atrapar a algún joven para pedirle el aguinaldo.
- Las suertes se celebran en el mediodía del día 27, y es en el acto a través del cual los mayordomos serán elegidos alcaldes, madama o tafarron. Los alcaldes guardan cuatro papeles con los nombre de los personajes en el sombrero de la madama y cada mayordomo por orden de nacimiento (de mayor a menor) extraerá un papel que decidirá su suerte en la fiesta para el año siguiente. Los alcaldes suelen bromear con este acto y harán papeletas falsas o varias de broma (con lo que serán castigados por el tafarron y la madama) hasta la que se haga la definitiva y los roles para el año siguiente queden así marcados por la suerte.